# Gestion de la barbarie

Gestion de la barbarie ou Gestion de la sauvagerie selon les traducteurs (arabe : إدارة التوحش: أخطر مرحلة ستمر بها الأمة, Idārat at-Tawaḥḥuš: Akhṭar marḥalah satamurru bihā l 'ummah) est un livre écrit par l'islamiste Abou Bakr Naji et diffusé pour la première fois sur Internet en 2004.
La véritable identité d'Abou Bakr Naji, également connu sous le pseudonyme de Abou Jihad al-Masri,, serait Mohammad Hasan Khalil al-Hakim, né en Égypte, selon l'institut Al Arabiya Institute for Studies.
Le livre prodigue aux extrémistes la stratégie pour établir un califat. Cette stratégie vise notamment à instaurer un climat de violence et de ressentiment religieux afin de créer un climat propice au recrutement de djihadistes et de susciter (« fabriquer »)[pas clair] des martyrs. Naji suggère qu'une telle guerre de positions sur le long terme révélera les faiblesses des superpuissances face au mouvement djihadiste.
Une telle campagne de violence a pour idée sous-jacente d'obtenir le soutien populaire, du moins tacite, permettant la mise en place de mesures de sécurité et aussi, sociales, pour in fine instaurer la charia,. Les territoires susceptibles d'adhérer à cette logique sont, d'après Naji, la Jordanie, l'Arabie saoudite, le Yémen, l'Afrique du Nord, le Nigéria et le Pakistan par leur géographie, leur faible présence militaire dans des territoires reculés et par la présence existante de djihadistes ainsi que l'accès aux armes.
Surnommé «  le Mein Kampf des djihadistes  », le livre est disponible en français, publié en 2007 par les éditions de Paris, puis en 2017 par les éditions Ars magna. Les grandes enseignes Amazon et la Fnac ont retiré ce livre de la vente.
Les attentats y sont décrits comme des « actions positives » et le jihad « n’est rien d’autre que violence, cruauté, terrorisme, terreur et massacre » selon son auteur.
Selon l'anthropologue Hosham Dawod, il faudrait plutôt traduire le titre par « management de la sauvagerie ».